# Wybrand Hendriks

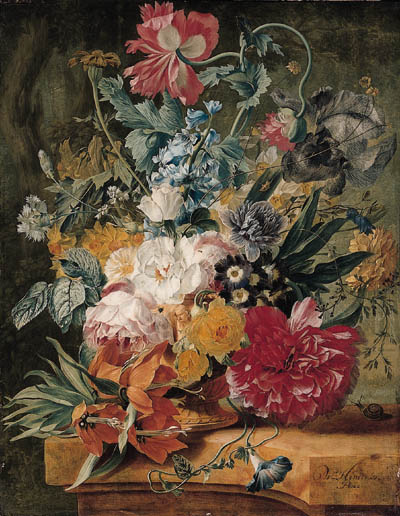
Natura morta amb flors de primavera, seguint l'estil de Jan van Huysum

Wybrand Hendriks (Amsterdam, 24 de juny de 1744 – Haarlem, 28 de gener de 1831) fou un pintor neerlandès i conservador d'art del Museu Teyler. És principalment conegut pels seus retrats.

## Biografia

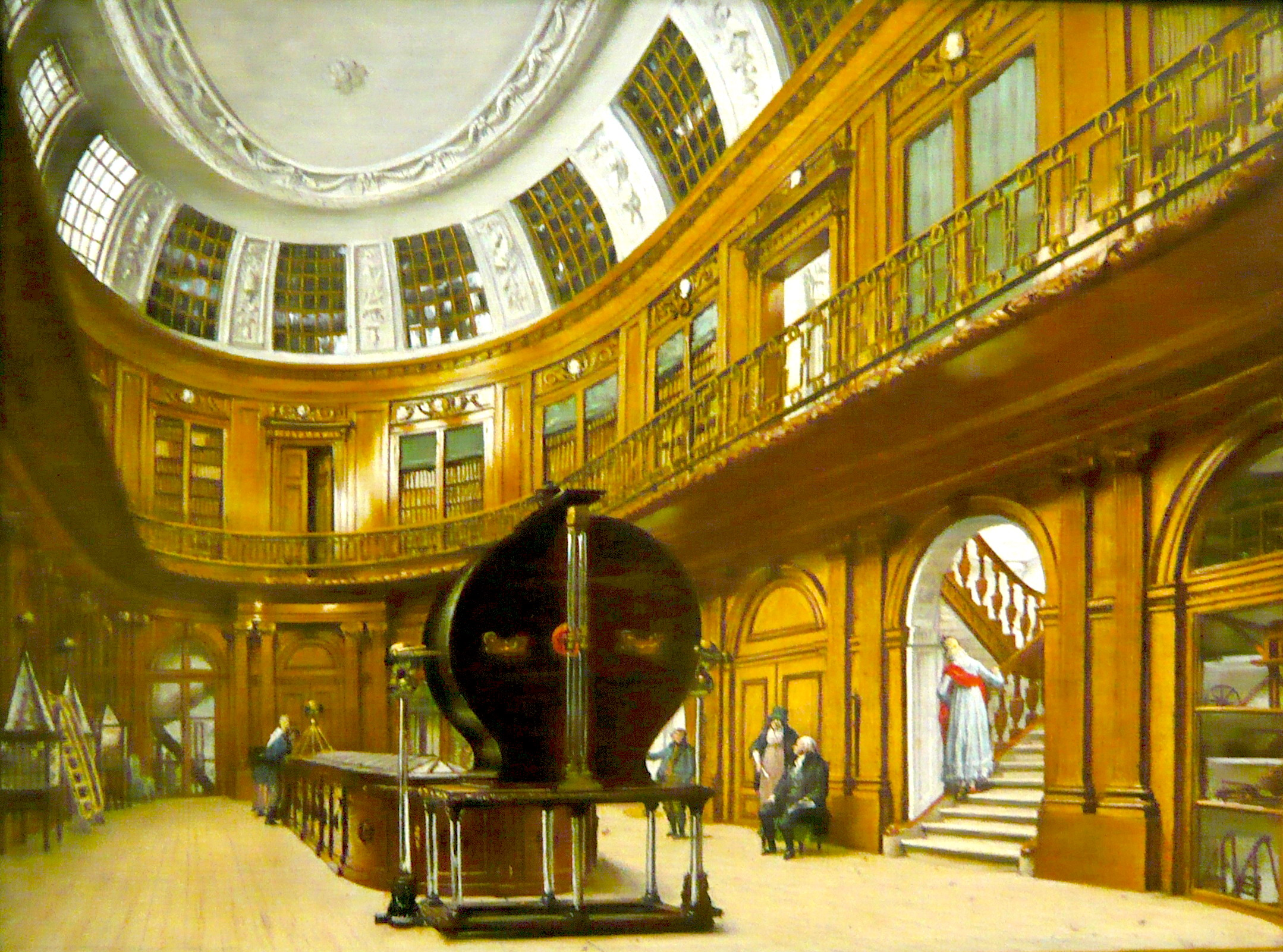
Sala Ovalada del Museu Teyler, obra pintada per Wybrand Hendriks, mostrant el generador electroestàtic de Van Marum. És un dels nou quadres de Hendriks a la Primera Galeria de Pintura del Museu Teyler.

Wybrand Hendriks nasqué en el si d'una família d'escultors, fill de l'escultor Hendrik Hendriksz (ca. 1704 – 1782) i d'Aaltje Claasdr. Els dos seus germans (Hendrik jr. i Frans) van seguir les passes del seu pare i també van ser escultors. La seva única germana, Cornelia, es va casar amb l'escultor Rijk Rijke.
Segons Rijksbureau voor Kunsthistorische Documentatie (RKD; en català, Institut Neerlandès per a la Història de l'Art), Hendriks va aprendre a pintar mentre treballa a la fàbrica de paper decoratiu de paret de Johannes Remmers a Amsterdam. El 1772 va tenir l'oportunitat de reprendre el taller de paper tapís d'Anthonie Palthe, abans de casar-se el 1775 amb la vídua de Palthe, Agatha Ketel, de la qual ja li havia fet el 1773 un dibuix per representar el dol.
A la dècada del 1780 Hendriks va ser durant cinc anys un dels directors de l'Acadèmia de Dibuix de Haarlem (en neerlandès, Haarlemse Tekenacademie). A més, des del 1786 fins al 1819 va ser el conserge (kastelein) de la Fundació Teyler i visqué a Fundatiehuis com a conservador de la col·lecció d'art del Museu Teyler, en substitució de Vincent Jansz van der Vinne, qui va deixar el seu lloc per un desacord amb Martinus van Marum, cap de la secció de fòssils i col·leccions d'instruments.
Com conservador d'art, va participar en subhastes d'arreu dels Països Baixos amb la responsabilitat d'ampliar la col·lecció d'art del museu. El 1790 va aconseguir una important col·lecció de pintures italianes del segle xviii provinents de la col·lecció de la reina Cristina de Suècia, anomenada col·lecció Odescalchi, la qual inclou obres de Michelangelo Buonarroti i Raffaello Sanzio que actualment es troben entre les peces més importants i valuosos del Museu Teyler.
També va mantenir un estudi a l'antic saló de dibuix de l'Acadèmia de Dibuix Teyler, que havia estat traslladada a l'Ajuntament de Haarlem, i mantenia i restaurava les obres de la col·lecció del Museu Teyler.
Hendriks també regentava l'hospital Gasthuis, era membre de l'ajuntament i era un seguidor de la Revolució Batava de finals del segle xviii.
Després que la mort el 1802 de la seva muller, Agatha Ketel, es tornà a casar el 1806 amb Geertruid Harmsen, vídua de J. Radecker, organista de la ciutat de Haarlem, la qual morí el 1817. Dos anys després es va traslladar a una casa de l'Oude Gracht (Haarlem), on moriria el 1831 a l'edat de 86 anys.
Els seus alumnes foren Hermanus van Brussel, Warnaar Horstink, Gerrit Johan van Leeuwen, Hendrina Alida Sollewijn, Abraham Vallenduuk i Jacobus Vrijmoet.

## Obra
És conegut pels seus retrats, paisatges i natures mortes de flors a l'estil de Jan van Huysum. Hendriks va produir unes quantes pintures de l'interior i els voltants del Museu Teyler, entre les quals destaquen la dels directors del Fundació Teyler, la Sala Ovalada i una pintura del jardí interior de Fundatiehuis. Les seves pintures del jardí interior de Fundatiehuis i la Sala Ovalada podrien haver estat creades amb l'ajut de miralls convexos i altres ajudes òptiques, ja que les perspectives són impossibles de fer sense aquestes eines.
Va dibuixar retrats de Jacob van der Vos sr., Christiaan Scholten, Christiaan van Orsoy, Jan Petrus Scholten van Aschat, Frederik Alexander Vernède, Wernerus Köhne, Adriaan van der Willigen i Martinus van Marum, entre d'altres.